# Karim Masimov

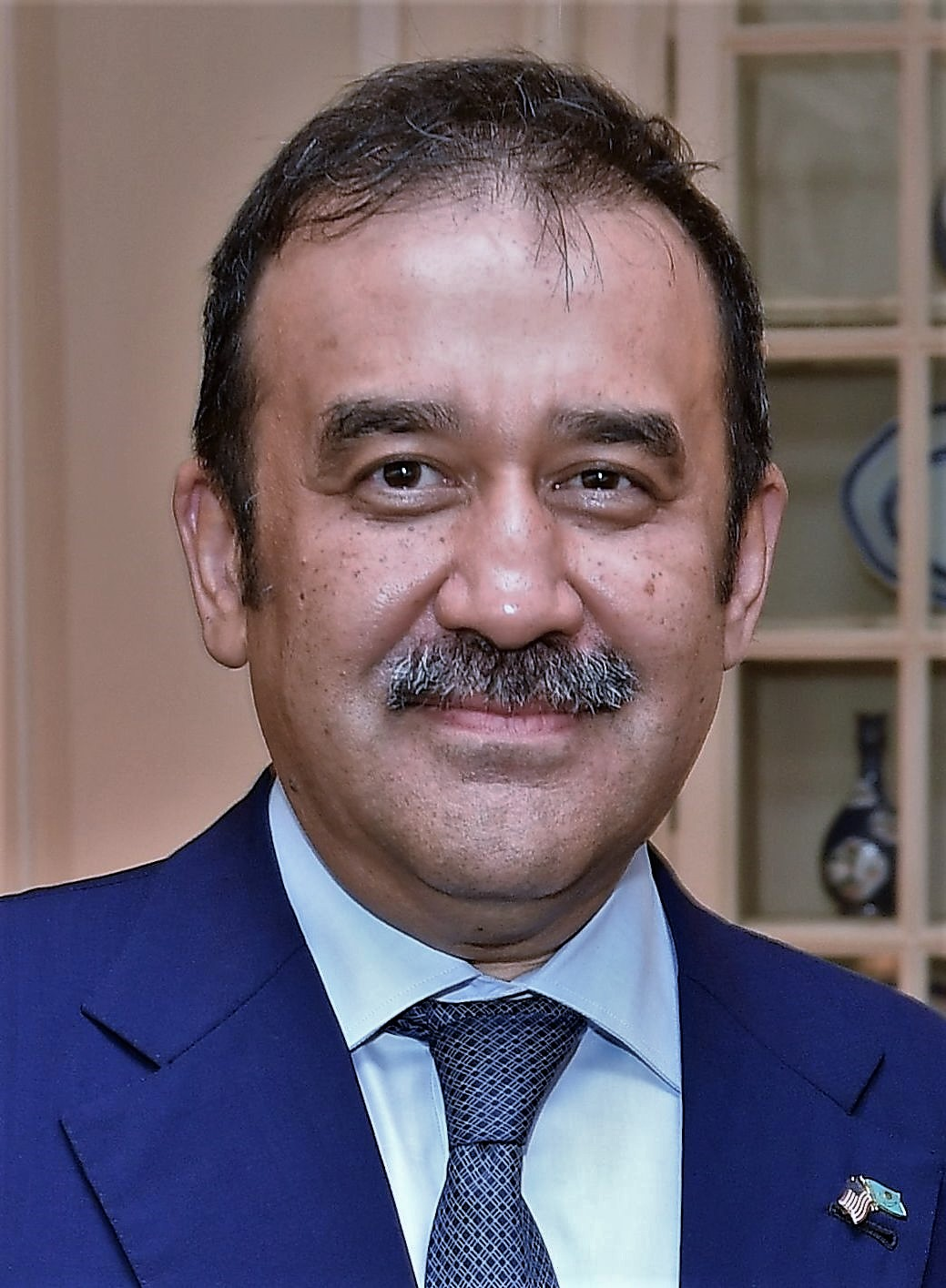
Karim Masimov in 2017

Karim Kajïmķanulı Masimov (Kazachs: Мәсімов, Кәрім Қажымқанұлы, Russisch: Карим Кажимканович Масимов) (Tselinograd, 15 juni 1965) is een Kazachs politicus. 
Van 10 januari 2007 tot 24 september 2012 was hij eerste minister van de Kazachse regering. Van 2 april 2014 tot en met 8 september 2016 bekleedde hij dit ambt voor een tweede maal.
Hij is een etnische Oeigoer, die behalve Kazachs en Russisch ook vloeiend Oeigoers, Chinees, Arabisch en Engels spreekt.